# Cláudia Pascoal
Cláudia Pascoal (São Pedro da Cova, Gondomar, 12 de outubro de 1993) é uma cantora portuguesa. Começou a tocar guitarra quando tinha 15 anos. Nos últimos anos, despontou no meio musical e televisivo nacionais através de participações em concursos musicais. É mais conhecida por ter representado Portugal no concurso Eurovisão em 2018 e pelo seu cabelo de cor rosa.

## Concursos musicais
Em 2010 participou no programa Ídolos. Também concorreu à primeira edição do Factor X Portugal mas sem grande impacto e no casting para apresentador do programa Curto Circuito da SIC Radical onde ficou em 3º lugar. Em 2015 voltou a participar no programa Ídolos onde começou a dar nas vistas. Em 2017 foi concorrente no programa The Voice Portugal, embora sendo das principais favoritas a ganhar acabou a sua participação nas semifinais.
Em 2018, Cláudia Pascoal venceu o Festival RTP da Canção com o tema O Jardim da autoria de Isaura. Poucos dias depois, a música "O Jardim" alcança o lugar conquistado por poucos: o 1.º lugar do top do iTunes em Portugal. A 10 de março de 2018 o WiwiBloggs, um dos mais influentes sites dedicados à Eurovisão, coloca o tema "O Jardim", entre uma das favoritas à vitória: Num total de cerca de 29 mil votantes, a música portuguesa reuniu 2.083 preferências, ficando assim entre Itália (2.230 votos) e Ucrânia (1.953 votos). No entanto, a canção acabou por ficar por ficar em último lugar na fase final do concurso, embora tenha sido o último lugar mais pontuado de sempre na Eurovisão.

## Morhua
Em 2017, foi criada o projecto Morhua, uma banda portuguesa de jazz, composta por Cláudia Pascoal (voz e ukelele), Gabriel Gomes (bateria), João Sousa (baixo), André Soares (guitarra) e Rafael Santos (clarinete). Através das redes sociais, a banda anunciou que o projecto estava a chegar ao fim sendo que o último concerto foi no dia 14 julho de 2018, no Ourearte Music Fest.

## Carreira a solo
A 29 de março de 2019, Cláudia Pascoal publica o seu primeiro single "Ter e não ter", cuja composição musical foi feita pela própria cantora, a letra escrita por Miguel Lestre e a produção de som por Tiago Bettencourt. Esta música é a primeira canção revelada daquele que será o primeiro álbum a solo de Cláudia Pascoal. Em comunicado, a cantora afirma ter como desejo "fazer algo diferente" com este primeiro álbum: "Quero criar um ambiente novo, mas para todos. Este é o meu desejo".
Em 2020 o tema "Ter e Não Ter" fez parte da banda sonora da novela Quer o Destino. Em 2021 o tema "Mais Fica Pra Mim" faz parte da banda sonora da novela A Serra e o tema "Quase Dança" faz parte da banda sonora da novela Para Sempre.

## Discografia

### Álbuns de estúdio
| Título | Detalhes                                                                                              | Posições de pico |
| Título | Detalhes                                                                                              | POR              |
| ------ | --- | ---------------- |
| !      | - Lançado: 27 de março de 2020 - Gravadora: Universal Music Portugal - Formatos: download digital, CD | 6                |

### Singles
| "O Jardim" (part. Isaura)                                          | 2018 | 21 | — |
| "Ter e Não Ter"                                                    | 2019 | —  | ! |
| "Viver" (part. Samuel Úria)                                        | 2019 | —  | ! |
| "Espalha Brasas"                                                   | 2020 | —  | ! |
| "Passo A Passo" (com Tomás Adrião)                                 | 2020 | —  | — |
| "Quase Dança"                                                      | 2020 | —  | ! |
| "—" denota um single que não ficou nas paradas ou não foi lançado. |      |    |   |

### Participações noFestival RTP da Canção
Legenda
     Vencedor
     2.º lugar
     3.º lugar
     Pontuação Nula ("Null Points")/Último Lugar
     Melhor classificação (fora do top 3)
     Qualificação para a final (fora do top 3)
     País-anfitrião
     Desclassificado
| #  | Ano        | Artista                  | Canção                             | Final | Pontos | Semi | Pontos |
| -- | ---------- | ------------------------ | ---------------------------------- | ----- | ------ | ---- | ------ |
| 1º | 2018 (52º) | Cláudia Pascoal e Isaura | "O Jardim" m/l: Isaura             | 1º    | 22     | 2º   | 20     |
| 2º | 2023 (57º) | Cláudia Pascoal          | "Nasci Maria" m/l: Cláudia Pascoal | 3º    | 12     | 1º   | 20     |